# Ondskan (TV-serie)
Ondskan är en svensk drama-thrillerserie med premiär på strömningstjänsten TV4 Play under 2023. Seriens första säsong består av sex avsnitt. Serien är baserad på Jan Guillous roman med samma namn från 1981. Erik Leijonborg och Daniel Di Grado har regisserat serien.
Seriens första avsnitt förhandsvisades på festivalen Way Out West den 11 augusti 2023.

## Handling
Serien handlar om 16-årige Erik. Hans uppväxt har kännetecknats av våld både i skolan och av styvpappan i hemmet. Efter att ha relegerats från skolan i Stockholm blir han flyttad till internatskolan Stjernsberg. Våldet upphör dock inte på Stjernsberg, tvärtom är våldet där värre. Ondskan är systematisk och pennalismen sanktionerad av skolan.

## Rollista (i urval)
- Isac Calmroth – Erik Ponti
- Gustaf Skarsgård – Åke Ponti
- Thea Sofie Loch Næss – Marja
- Ruth Vega Fernandez – Karin Ponti
- Christian Fandango Sundgren – Otto Silverhielm
- Alexander Gustavsson – Pierre Tanguy
- Björn Mosten – Leffler
- Nonni Ardal – Dahlén
- Simon Tarakkamäki – Johan S
- Jens Hultén – Tosse Berg
- Simon Norrthon – Rektor på Stjernsberg
- Jannike Grut – Svensklärare
- Aksel Morisse – Lärare
- Ralf Beck - Simlärare
- Arvid Sand - Affe
- Rasmus Kälvenstam - Elev
- Jonatan Falk - Milton

## Produktion
Serien är producerad av Tobias Åström på SF Studios i samproduktion med TV4 / C More. Inspelningarna påbörjades i början av april 2022 i Vilnius i Litauen.